# Lijst van voetbalinterlands Azerbeidzjan - Servië en Montenegro
Deze lijst van voetbalinterlands is een overzicht van alle officiële voetbalwedstrijden tussen de nationale teams van Azerbeidzjan en Servië en Montenegro. De landen speelden twee keer tegen elkaar. De eerste ontmoeting, een kwalificatiewedstrijd voor het Europees kampioenschap voetbal 2004, werd gespeeld in Podgorica op 12 februari 2004. Het laatste duel, de returnwedstrijd in dezelfde kwalificatiereeks, vond plaats op 11 juni 2003 in Bakoe.

## Wedstrijden
| № | Plaats    | Datum            | Competitie           | Wedstrijd                           | Uitslag |
| - | --------- | ---------------- | -------------------- | ----------------------------------- | ------- |
| 1 | Podgorica | 12 februari 2003 | EK 2004 kwalificatie | Servië en Montenegro – Azerbeidzjan | 2 – 2   |
| 2 | Bakoe     | 11 juni 2003     | EK 2004 kwalificatie | Azerbeidzjan – Servië en Montenegro | 2 – 1   |

## Samenvatting
| Competitie      | Totaal gespeeld | Winst Azerbeidzjan | Gelijk | Winst Servië en M. | Doelsaldo Azerbeidzjan – Servië en M. |
| --------------- | --------------- | ------------------ | ------ | ------------------ | ------------------------------------- |
| EK-kwalificatie | 2               | 1                  | 1      | 0                  | 4 − 3                                 |
| Totaal          | 2               | 1                  | 1      | 0                  | 4 − 3                                 |

Wedstrijden bepaald door strafschoppen worden, in lijn met de FIFA, als een gelijkspel gerekend.

## Details

### Eerste ontmoeting
| EK 2004 kwalificatie (Podgorica, Servië en Montenegro, 12 februari 2003):                                     |       |                                         |
| Servië en Montenegro                                                                                          | 2 – 2 | Azerbeidzjan                            |
| Predrag Mijatović 33' (pen.) Nikola Lazetić 52'                                                               | goals | 57' Qurban Qurbanov 78' Qurban Qurbanov |
| - Debuut van Danijel Ljuboja (RC Strasbourg) en Zvonimir Vukić (Partizan Belgrado) voor Servië en Montenegro. |       |                                         |

### Tweede ontmoeting
| EK 2004 kwalificatie (Bakoe, Azerbeidzjan, 11 juni 2003):                                  |       |                      |
| Azerbeidzjan                                                                               | 2 – 1 | Servië en Montenegro |
| Qurban Qurbanov 88' (pen.) Fərrux İsmayılov 90+2'                                          | goals | 27' Branko Bošković  |
| - Laatste interland van Servië en Montenegro onder leiding van bondscoach Dejan Savićević. |       |                      |